# Elisabeth Schiøtt
Sofie Marie Elisabeth Schiøtt (født 12. februar 1856 i København, død 19. april 1938 i København) var en dansk maler, datter af maleren August Schiøtt.
Hun uddannede sig til kunstner under Vilhelmine Bang, først på P.S. Krøyers og Laurits Tuxens malerskole og fra 1888-91 på Kunstakademiets Kunstskole for Kvinder. Hun studerede også en periode i Holland og i Paris.
Elisabeth Schiøtt udstillede i 1888 landskabsmalerier på Charlottenborg. 
Ved hendes død blev der i 1938 oprettet et et kunstnerlegat i faren August Schiøtts navn som administreres af Kunstakademiet.
| - Værker af Elisabeth Schiøtt - Udsigt over den nordlige mur i Visby, 1896 - Fra en have i Visby på Gotland, ukendt dato - Udsigt over Kattegat fra en mark, 1900 - Fra Alstrup Krat, 1920 - Bakkelandskab mellem Melby og Frederiksværk, ukendt dato - Efterårsskov med sø, ukendt dato - En sti skærer gennem et landskab, ukendt dato |

| - Landskab ved Hornbæk, ukendt dato - Parti fra Hornbæk Plantage, ukendt dato - Kanalen gennem Frederiksværk, ukendt dato - En græssende ko, ukendt dato |